# Кочергина, Феодора Григорьевна
Феодора (Евгения) Григорьевна Кочергина (урожд. Орёл) (22 марта 1942, с. Юрьевка, Царичанский район, Днепропетровская область, Украинская ССР — 7 февраля 2017, Киев, Украина) — советская баскетболистка и тренер. Заслуженный мастер спорта СССР (1966), заслуженный тренер Украинской ССР (1991), заслуженный работник физической культуры и спорта Украины.

## Биография
Спортивную карьеру провела в составе днепропетровского «Спартака» и киевского «Динамо», чемпионка Украинской ССР (1960—1971).
Привлекалась в сборную СССР, в составе которой трижды (1962, 1964, 1966) становилась чемпионкой Европы, дважды (1964, 1967) — чемпионкой мира, победительницей (1965) Универсиады.
Окончила Днепропетровский техникум физической культуры, в 1966 году — Киевский государственный институт физической культуры. Работала тренером в киевских ДЮСШ № 1 (1972—1974), № 3 (1974—1981), спортивном лицее-интернате, возглавляла юношескую сборную Украины (до 16 лет) и привела её к бронзовым медалям чемпионата Европы 2003 года. Известные воспитанницы — Оксана Довгалюк, Екатерина Дорогобузова, Ольга Красникова, Елена Мамиева, Виктория Навроцкая, Елена Савина, Руслана Сушко (Кириченко).